# Clara Sanchez (Radsportlerin)

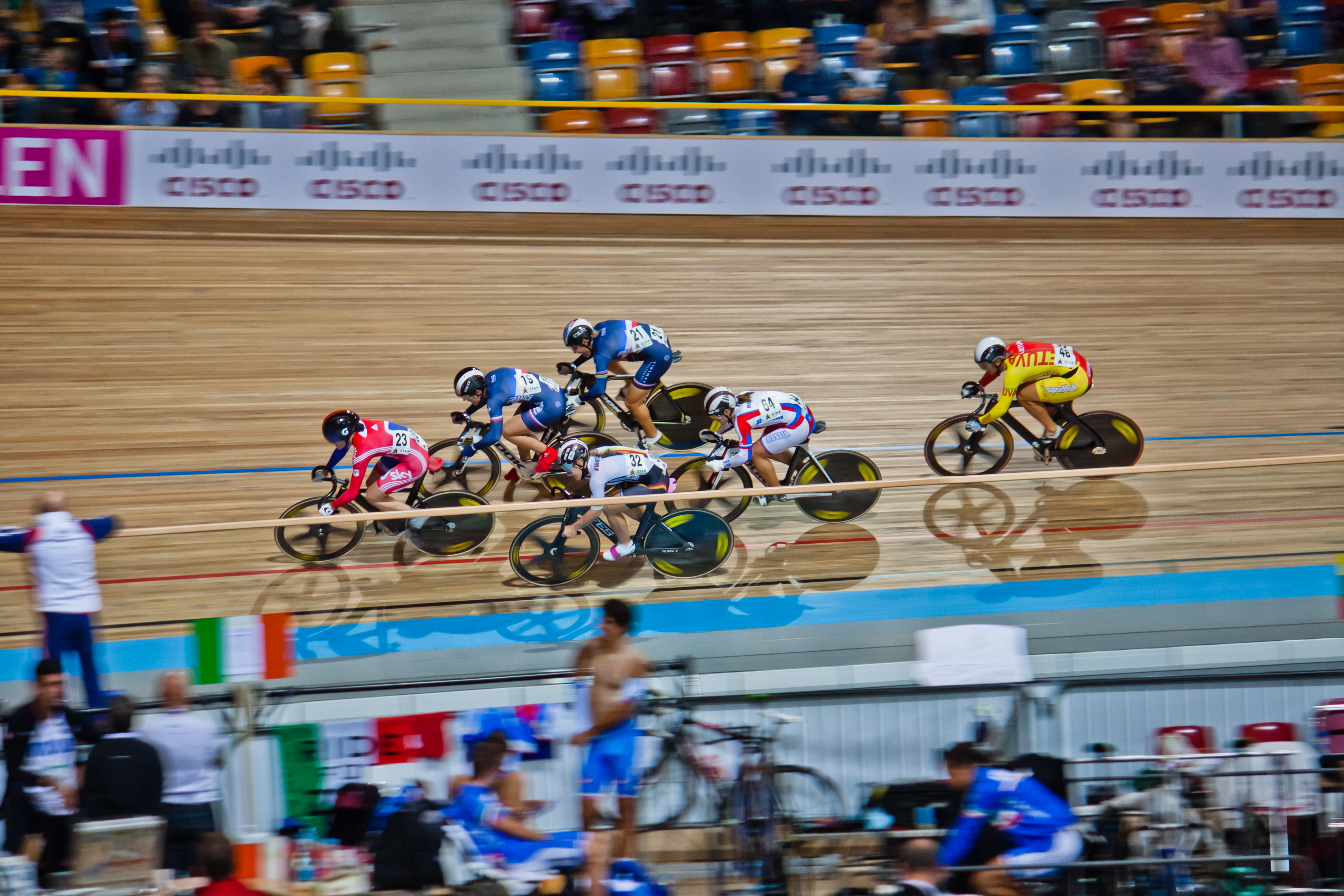
Keirin-Finale bei den Bahn-EM 2011, mit Clara Sanchez (Nr. 21)

Clara Sanchez (* 20. September 1983 in Martigues) ist eine ehemalige französische Bahnradfahrerin. Sie wurde zweimal Weltmeisterin im Keirin. Seit 2016 ist sie Trainerin des französischen Nationalteams.

## Sportliche Laufbahn
Im Jahr 2001 belegte Clara Sanchez bei den Europameisterschaften in Fiorenzuola d’Arda den ersten Platz im Sprint der Juniorinnen; 2004 wurde sie Europameisterin im Keirin. 14-mal wurde sie inzwischen Französische Meisterin im Sprint und im 500-m-Zeitfahren.
Bei den Olympischen Sommerspielen 2008 in Peking belegte sie den fünften Platz im Sprint.
2002, bei den UCI-Bahn-Weltmeisterschaften in Kopenhagen wurde sie Vize-Weltmeisterin im Keirin; dem folgten 2004 in Melbourne und 2005 in Los Angeles die Weltmeisterschaft. Bei den UCI-Bahn-Weltmeisterschaften 2009 in Pruszków wurde sie erneut Vize-Weltmeisterin in dieser Disziplin. Bei den Europameisterschaften 2010 errang sie den Titel im Teamsprint gemeinsam mit Sandie Clair. In der Saison 2010/2011 gewann sie die Gesamtwertung des Bahnrad-Weltcups im Keirin. Bei den UCI-Bahn-Weltmeisterschaften 2011 in Apeldoorn errang sie Bronze im Keirin. Bei den UCI-Bahn-Weltmeisterschaften 2011 belegte sie im Keirin Rang drei. 2013 beendete sie ihre aktive Sportlaufbahn.

## Berufliches
Seit 2016 arbeitet Clara Sanchez als Trainerin für den französischen Radsportverband FFC im Kurzzeitbereich. Im April 2021 wurde sie von ihren Aufgaben freigestellt.

## Erfolge
2001
- Junioren-Weltmeisterschaft – 500-Meter-Zeitfahren
- Junioren-Europameisterin – Sprint
- Junioren-Europameisterschaft – 500-Meter-Zeitfahren

2002
- Weltmeisterschaft – Keirin
- Europameisterschaft (U23) – Sprint

2003
- Französische Meisterin – Sprint, 500-Meter-Zeitfahren

2004
- Weltmeisterin – Keirin
- Europameisterschaft (U23) – Keirin
- Europameisterschaft (U23) – Sprint
- Europameisterschaft (U23) – 500-Meter-Zeitfahren
- Französische Meisterin – Sprint, 500-Meter-Zeitfahren

2005
- Weltmeisterin – Keirin
- Europameisterschaft (U23) – Keirin, Sprint, 500-Meter-Zeitfahren
- Französische Meisterin – Sprint

2006
- Weltmeisterschaft – Keirin
- Bahnrad-Weltcup in Los Angeles – Keirin
- Französische Meisterin – Sprint, 500-Meter-Zeitfahren

2007
- Französische Meisterin – Sprint

2008
- Bahnrad-Weltcup in Cali – Teamsprint (mit Sandie Clair)
- Französische Meisterin – Sprint

2009
- Weltmeisterschaft – Keirin
- Bahnrad-Weltcup in Kopenhagen – Keirin
- Französische Meisterin – Sprint

2010
- Europameisterin – Teamsprint (mit Sandie Clair)
- Französische Meisterin – Sprint

2011
- Weltmeisterschaft – Keirin
- Bahnrad-Weltcup in Peking – Keirin
- Bahnrad-Weltcup in Astana – Keirin
- Europameisterschaft – Keirin
- Französische Meisterin – Sprint, Scratch

2012
- Französische Meisterin – Sprint, Scratch